# Tafonomía del huevo

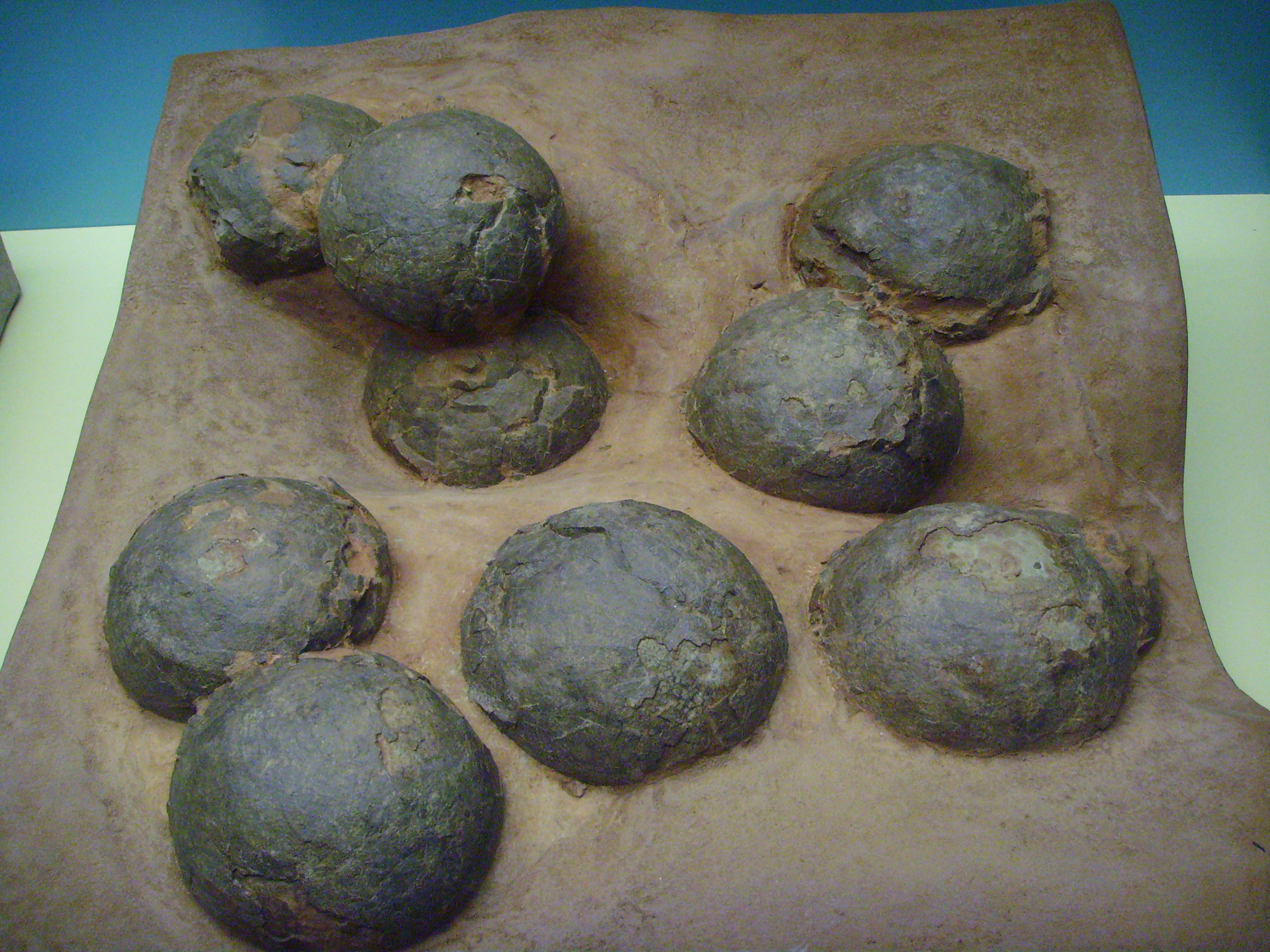
Oolithes spheroides

La tafonomía del huevo es el estudio de la descomposición y fosilización de los huevos . Los procesos de tafonomía del huevo comienzan cuando el huevo eclosiona o muere. Los fragmentos de cáscara de huevo son robustos y a menudo pueden viajar grandes distancias antes del entierro. Las muestras de huevos más completas comienzan a llenarse gradualmente de sedimento, que se endurece a medida que los minerales se precipitan fuera del agua y se filtran a través de los poros o grietas de la cáscara. Durante todo el proceso de fosilización, el carbonato de calcio. La composición de la cáscara de huevo generalmente permanece sin cambios, lo que permite a los científicos estudiar su estructura original. Sin embargo, los fósiles de huevos enterrados bajo sedimentos a gran profundidad pueden someterse a procesos de calor , presión y químicos que pueden alterar la estructura de su cáscara a través de un proceso llamado diagénesis.

## Acostado y entierro
La formación de huevos fósiles comienza con el propio huevo original. No todos los huevos que terminan fosilizándose experimentan la muerte de su embrión de antemano. Incluso los huevos que eclosionan con éxito pueden fosilizarse. De hecho, esto no solo es posible, sino que en realidad es común. Muchos huevos de dinosaurios fósiles se conservan con la parte superior rota por las crías que escapan. Por supuesto, no todos los huevos fósiles abiertos tuvieron un final feliz. Algunos contienen heces fósiles (conocidas formalmente como coprolitos ) dejadas por las larvas de insectos carroñeros como las moscas. Los huevos de dinosaurio pueden haber sido víctimas de las mismas causas de mortalidad que sufren las aves y los reptiles modernos; asfixia debido a un entierro demasiado profundo, problemas de salud congénitos , deshidratación , enfermedades , ahogamiento y temperaturas adversas . Después de la eclosión o muerte comienzan los procesos de descomposición y / o conservación. Como se señaló, los insectos pueden estar entre los primeros carroñeros de un huevo muerto, pero es posible que los especímenes profundamente enterrados no sean accesibles para ellos y serán descompuestos únicamente por bacterias y hongos . Independientemente de si la eclosión fue exitosa o no, el agua y el viento llenarían el huevo con sedimento a través de las grandes aberturas. Sin embargo, no todos los especímenes de huevos fósiles son especímenes completos. Según el paleontólogo de huevos Kenneth Carpenter , las piezas individuales de cáscara de huevo son mucho más robustas que el huevo entero. Esta fuerza proviene de la materia orgánica que une los cristales de calcita de la cáscara de huevo . Experimentos sencillos han demostrado que, en determinadas condiciones, la cáscara de huevo se puede transportar a lo largo de 68 kilómetros o 42 millas con poca pérdida de tamaño. La durabilidad de la cáscara de huevo durante el transporte significa que los trozos de cáscara de huevo fósil no necesariamente se descubren en depósitos geográficamente cercanos al nido del que se originaron.

## Preservación
Los huevos más completos en el proceso de fosilización se entierran gradualmente hasta que el peso del sedimento que los sobrepasa hace que se agrieten. Estas grietas permiten que aún más sedimentos llenen los huevos. A veces, sin embargo, la fosilización puede comenzar lo suficientemente rápido como para evitar que los huevos se rompan. Este proceso involucra ácidos como los que se forman a partir de la descomposición de las plantas en el suelo o la formación de ácido carbónico a partir del dióxido de carbono atmosférico y el agua de lluvia . Los ácidos disuelven minerales como la calcita de la piedra caliza . Durante condiciones de alta capa freática,estos minerales disueltos pueden entrar al huevo a través de sus poros o grietas y precipitarse fuera de la solución. Si entran suficientes minerales en el interior, el huevo puede volverse lo suficientemente resistente como para soportar el peso de los sedimentos superpuestos.
Cuando el huevo está lo suficientemente enterrado, las bacterias que descomponen el huevo se separan del oxígeno y comienzan a impulsar su metabolismo utilizando diferentes fuentes de energía. Estos procesos pueden resultar en la precipitación selectiva de ciertos minerales del agua subterránea. Las bacterias también eliminan los desechos metabólicos utilizando iones. Ken Carpenter observa que un método común une el Co2 con los iones Ca2+ para producir carbonato de calcio. Algunas de las bacterias involucradas en el proceso de descomposición utilizan la conversión de nitrógeno amoniaco para impulsar su metabolismo . Cuando este amoníaco se escapa del huevo, eleva el pH circundante a alcalino y puede cambiar qué minerales precipitarán del agua. El material orgánico de la cáscara del huevo puede provocar la precipitación de la calcita de la solución. Esto a menudo hace que la cáscara de huevo fósil se cubra con una fina capa de calcita que complica el proceso de identificación. Sin embargo, dado que las cáscaras de huevo generalmente están compuestas principalmente de calcita, de todos modos, la cáscara de huevo en sí está compuesta principalmente de la calcita original que tenía en vida. La falta de cambios en la composición y estructura a pesar de la fosilización permite a los científicos estudiar la estructura original de la concha.

### Entornos deposicionales
Arenas de playa : en el noreste de España hay un depósito de arena de playa que se estima que alberga más de 300.000 huevos fósiles. Según el paleontólogo Ken Carpenter, estos huevos fueron puestos pordinosaurios saurópodos que eligieron el sitio en función de lo fácil que sería excavar nidos en la arena de la playa y porque esas arenas absorberían suficiente calor para ayudar a incubar los huevos.
Llanuras aluviales : Carpenter también ha descrito las lutitas depositadas enentornos de llanuras aluviales antiguas como uno de los mejores lugares para encontrar fósiles de huevos de dinosaurio. Los dinosaurios enterrarían sus huevos en la llanura aluvial donde las inundaciones periódicas llevarían los sedimentos que enterrarían y preservarían el huevo.
Dunas de arena : muchos huevos de dinosaurios se han conservado en arenisca formada a partir de las arenas de los desiertos antiguos de la actual Mongolia y el norte de China.  La presencia de Oviraptor conservada en su posición de incubación de vida sugiere que las tormentas de arena pueden haber sido la forma principal en que los huevos encontrados en los depósitos fueron enterrados.
Fondo marino : Se conocen huevos fósiles de rocas sedimentarias depositadas en ambientes marinos . huevos de tortuga se conocen de la caliza blanca marina, la pizarra de Stonesfield y la tiza de Mooreville . Se conocen otros huevos fósiles marinos de Oxford Clay y Gault Clay, aunque los científicos no saben qué tipo de animales los pusieron.  No se sabe que ningún reptil moderno ponga sus huevos en el lecho marino, por lo que estos huevos probablemente se originaron en un entorno ambiental diferente. Ken Carpenter señala que, si bien no es posible estar completamente seguro de cómo terminaron estos huevos en el lecho marino, algunas posibilidades incluyen cadáveres de cadáveres de hembras grávidas que son arrastradas al mar y liberan sus huevos cuando se abren, arrastradas al mar por las inundaciones o se desplazan a la deriva sobre esteras de vegetación.
Escombros volcánicos : se han encontrado huevos fósiles en depósitos de escombros volcánicos , aunque no en depósitos de lava. En las Islas Canarias se conocen al menos dos huevos de tortuga de caparazón duro que se conservan de esta manera. Estos huevos probablemente fueron enterrados en los escombros por tortugas grandes. Sin embargo, no todos los depósitos de escombros volcánicos son capaces de preservar los huevos, porque los ácidos en estos sedimentos pueden disolver la cáscara del huevo.

## Alteración
Después del entierro, los huevos todavía se pueden alterar. Este proceso se llama diagénesis . Los huevos de tortuga son especialmente propensos a cambios diagenéticos porque sus caparazones están hechos de aragonita en lugar de la forma más típica de calcita que compone las cáscaras de huevo de otros grupos de reptiles. El aragonito es inestable, por lo que el calor y la presión pueden convertirlo en la forma más estable de calcita. son difíciles de identificar. En los huevos puestos por otros tipos de reptiles, la presión de ser enterrados impone un patrón de rayado en la calcita cuando se observa a través de un microscopio. En casos más extremos, la estructura interna de la cáscara del huevo se puede borrar por completo. La sílice se puede incorporar en cáscaras de huevos fósiles, pero este proceso daña la estructura interna de la cáscara debido a la diferencia de tamaño entre las moléculas de sílice y las moléculas de calcita. Además de la calcita y la sílice, otros minerales pueden estar presentes en pequeñas cantidades en los huevos fósiles, especialmente el hierro . El hierro a veces tiñe la cáscara de huevo de negro, posiblemente cuando el hierro está en forma de sulfuro de hierro o pirita . El hierro también puede teñir los huevos de un color rojizo cuando está en forma de óxido de hierro o hematita.